# 塞羅班科
塞羅班科（西班牙語：Cerro Banco），是巴拿馬的城鎮，位於該國西北部，由恩戈貝-布格雷特區的韋西科區負責管轄，面積107平方公里，海拔高度152米，2010年人口3,913，人口密度每平方公里36.6人。